# Loke pri Planini
Loke pri Planini – wieś w Słowenii, w gminie Šentjur. W 2018 roku liczyła 99 mieszkańców.